# Pentaschistis longipes
Pentaschistis longipes là một loài thực vật có hoa trong họ Hòa thảo. Loài này được Stapf mô tả khoa học đầu tiên năm 1899.